# Franz Böhm (Wirtschaftswissenschaftler)
Franz Josef Emil Böhm (* 16. Februar 1895 in Konstanz; † 26. September 1977 in Rockenberg, Hessen) war ein deutscher Jurist, Wirtschaftswissenschaftler und Politiker (CDU). Er war ein wichtiger Vertreter der Sozialen Marktwirtschaft und des Ordoliberalismus. Böhm war von 1945 bis 1946 Minister für Kultus und Unterricht von Groß-Hessen und von 1953 bis 1965 Mitglied des Deutschen Bundestages.

## Leben
Böhms Vater (d. h. Franz Alexander Böhm senior) war als Staatsanwalt in Konstanz, später dann als Hochschulreferent im Kultusministerium und schließlich als Großherzoglicher Minister des Kultus und Unterrichts in Baden tätig und prägte den Sohn in der liberal-protestantischen Tradition des badischen Bürgertums. Franz Böhm heiratete 1926 Marietta Ceconi (1899–1978), die Tochter von Ricarda Huch. Der Sohn aus dieser Ehe, Alexander Böhm (1929–2006), wurde Professor für Strafvollzugsrecht.
Franz Böhm war im Ersten Weltkrieg Leutnant und unter anderem Anfang 1918 als Führer eines Infanteriegeschützzuges im Asien-Korps im Tal des Jordans und am Toten Meer stationiert. Ab 1919 studierte der evangelische Böhm Rechtswissenschaft und Staatswissenschaft an der Albert-Ludwigs-Universität, wo er sich dem Corps Rhenania Freiburg anschloss. Nach Erster juristischer Staatsprüfung 1922 und Zweiter juristischer Staatsprüfung 1924  absolvierte er 1924 das Assessorexamen und wurde zum Staatsanwalt in Freiburg ernannt. Anfang 1925 wurde er beurlaubt, um im Reichswirtschaftsministerium als Referent unter Paul Josten in der Kartellabteilung zu arbeiten. Nach positiven Rückmeldungen zu einigen Veröffentlichungen über die Frage von Monopolen und Wirtschaftskartellen 1931 kehrte er nach Freiburg zurück, promovierte 1932 und habilitierte sich 1933. Böhm wurde Mitbegründer der sogenannten Freiburger Schule und gilt zusammen mit Walter Eucken und Hans Großmann-Doerth seither auch als Begründer des sogenannten Ordoliberalismus. 1937 gehörte er zu den Begründern der für die Freiburger Schule konstituierenden Schriftenreihe Ordnung der Wirtschaft.
Anfang der 1930er Jahre schon trat Böhm gegen die Diskriminierung und Verfolgung von Mitbürgern jüdischen Glaubens ein. 1938 wurden er und seine Schwiegermutter Ricarda Huch aufgrund einer Denunziation durch den Nationalsozialisten Richard Kolb nach dem Heimtückegesetz angeklagt. Das Dienststrafverfahren endete 1940 mit dem Entzug seiner Lehrbefugnis. Während der NS-Herrschaft wurde Böhm daher, entgegen vorherigen Absichten, kein Lehrstuhl in Freiburg angeboten. Während einer Lehrstuhlvertretung für Bürgerliches Recht, Handelsrecht und Arbeitsrecht an der Universität Jena von 1936 bis 1938 blieben Böhms Verbindungen nach Freiburg bestehen. Böhm hatte Kontakte zur Neubauer-Poser-Gruppe, gehörte dem Freiburger Konzil, dem Freiburger Bonhoeffer-Kreis und der Arbeitsgemeinschaft Erwin von Beckerath an, wie auch dem Beraterkreis von Carl Friedrich Goerdeler, für den er ein Wirtschaftsgutachten mitverfasste. Lediglich durch eine Namensverwechslung wurde Böhm nach dem Attentat vom 20. Juli 1944 nicht verhaftet und verurteilt. Es ist möglich, dass diese Verwechslung sich auf den Pfarrer Franz Boehm bezieht, der von der Gestapo bereits am 5. Juni 1944 verhaftet wurde. Nach dem Ende des Krieges erhielt Böhm nun einen Lehrstuhl in Freiburg und wurde noch 1945 Prorektor der Universität. 1946 nahm er einen Ruf an die Universität Frankfurt an und war von 1948 bis 1949 deren Rektor. 1948 begründete er gemeinsam mit Walter Eucken das bis heute erscheinende Jahrbuch ORDO. Daneben wurden die ordoliberalen Theorien im wissenschaftlichen Beirat des späteren Bundeswirtschaftsministeriums, dem fast alle Mitglieder der Arbeitsgemeinschaft Erwin von Beckerath angehörten, auch verwirklicht.
Böhm war erster Vorsitzender (1949–1971) der Gesellschaft für christlich-jüdische Zusammenarbeit in Frankfurt am Main und Mitinitiator des Deutschen Koordinierungsrats der Gesellschaften für christlich-jüdische Zusammenarbeit (1949). Von 1951 bis 1969 war er Vorstandsvorsitzender der Stiftung Institut für Sozialforschung in Frankfurt am Main. Zudem gehörte Böhm dem Kuratorium des 1961 gegründeten Bundesverband Deutsch-Israelischer Studiengruppe (BDIS) an.

### Wissenschaft
Böhms Forschung bezog sich darauf, dass wirtschaftlicher Wettbewerb als Grundlage der Marktwirtschaft einer strikten rechtlichen Ordnung bedürfe, welche vom Staat durchgesetzt werden müsse. Damit war Böhm Teil einer größeren, kritischen Reformbewegung, die der bis dato herrschenden Auffassung von der Legitimität eines bloßen Laissez-faire auf den Märkten widersprach. Böhms Forschung trug dazu bei, dass auch im politischen Raum anerkannt wurde, dass eine sich selbst überlassene Marktwirtschaft tendenziell selbstzerstörend ist, wenn nicht Mittel des Rechts gegen Wettbewerbsbeschränkungen eingesetzt werden. Das Ergebnis war in Deutschland ein international anerkanntes und hoch entwickeltes Kartellrecht, das sich auch auf die Fortbildung des Wettbewerbsrechts in der Europäischen Gemeinschaft ausgewirkt hat.

### Politik
Böhm, der 1924/25 der DVP angehört hatte, war nach 1945 Mitglied der CDU. Am 1. November 1945 wurde er unter dem parteilosen Ministerpräsidenten Karl Geiler Minister für Kultus und Unterricht des Landes Hessen. Nachdem er von der amerikanischen Militärregierung von Groß-Hessen aufgrund eines Plädoyers für die Aufrechterhaltung des humanistischen Gymnasiums für ungeeignet erachtet wurde, eine auf Demokratisierung ausgerichtete Schulpolitik einzuleiten, reichte er ein Rücktrittsgesuch ein, das am 18. Februar 1946 angenommen wurde. Böhm gehörte dem Deutschen Bundestag von 1953 bis 1965 an. 1954 hielt er im Bundestag die Ansprache beim Staatsakt zum Gedenken an den ersten Jahrestag des 17. Juni 1953. Auf Vorschlag von Konrad Adenauer war Böhm von 1952 bis 1964 Leiter der deutschen Delegation für die Wiedergutmachungsverhandlungen zwischen dem Staat Israel, den jüdischen Weltverbänden und der Bundesrepublik (Luxemburger Abkommen). Vom 17. Februar 1955 bis 1965 war er stellvertretender Vorsitzender des Bundestagsausschusses für Wiedergutmachung.
Böhm wurde auf dem Hauptfriedhof (Frankfurt am Main) bestattet.

## Ehrungen
- Goethe-Plakette des Landes Hessen (1954)
- Stephen Wise Award des American Jewish Congress (1955)
- Goetheplakette der Stadt Frankfurt am Main (1960)
- Alexander-Rüstow-Plakette (1970)
- Leo-Baeck-Preis (1970)
- Großes Verdienstkreuz mit Stern (1970)
- Freiherr-vom-Stein-Preis (1970)
- Ehrenplakette des Bundes der Vertriebenen (1974)
- Großen Bundesverdienstkreuz mit Stern und Schulterband (1975)
- „Franz-Böhm-Schule“, eine Berufsschule in Frankfurt am Main

## Werke
- Das Problem der privaten Macht. In: Die Justiz. Jg. 1928, Heft 3, S. 324–345.
- Wettbewerb und Monopolkampf. Eine Untersuchung zur Frage des wirtschaftlichen Kampfrechts und zur Frage der rechtlichen Struktur der geltenden Wirtschaftsordnung. Carl Heymanns Verlag, Berlin, 1933. Neuauflage: Nomos, 2010 ISBN 978-3-8329-5820-6. (Habilitation)
- Kartelle und Koalitionsfreiheit. Carl Heymann Verlag, Berlin 1933.
- Recht und Macht. In: Die Tatwelt. Jg. 1934, Heft 10, S. 115–132.
- Die Ordnung der Wirtschaft als geschichtliche Aufgabe und rechtsschöpferische Leistung. In: Ordnung der Wirtschaft. Bd. 1, 1937.
- Wirtschaftsordnung und Staatsverfassung. Tübingen 1950.
- Reden und Schriften. Über die Ordnung einer freien Gesellschaft und über die Wiedergutmachung. Hrsg. v. Ernst-Joachim Mestmäcker. Karlsruhe 1960.
- Privatrechtsgesellschaft und Marktwirtschaft. In: ORDO. Jahrbuch für die Ordnung von Wirtschaft und Gesellschaft. Bd. 17 (1966), S. 75–151. Rezension: Nicht nur für Studenten … In: Die Zeit. Nr. 39/1966.